# Родолфо Висконти
Родолфо Висконти (на италиански: Rodolfo Visconti; * септември 1358, Милано, Сеньория Милано; † 3 юни 1389, Трецо сул'Ада) от род Висконти, е господар на Парма от 1364 до 1389 г.

## Произход
Той е син на Бернабо Висконти (1323 – 1385), владетел на Милано, и на съпругата му Беатриче Реджина дела Скала (1331 – 1384). Негови баба и дядо по бащина линия са Стефано Висконти, господар на Милано, и Валентина Дория, а по майчина – Мастино II дела Скала, господар на Верона и Виченца, и Тадеа да Карара. Има четири братя и десет сестри:
- Тадеа (1351 – 1381), херцогиня на Бавария като съпруга на Стефан III и майка на френската кралица Изабела Баварска

- Верде (ок. 1352 – 1414), херцогиня на Австрия като съпруга на Леополд III Хабсбург
- Марко (1355 – 1382), господар на Парма (1364 – 1382), съпруг на Елизабета Баварска
- Лудовико (1355 – 1404), управител и господар на Лоди (1379 – 1385), и управител и господар на Парма (1385 – 1404), съпруг на Виоланта Висконти
- Валентина (1357 или 1360/62 или 1367 – 1393), кралица на Кипър и титулярна кралица на Йерусалим от 1378 до 1382 г. като съпруга на Петър II дьо Лузинян
- Карло (1359 – 1403), господар на Парма (1364), съпруг на Беатрис д’Арманяк
- Антония (1364 – 1405), графиня на Вюртемберг като съпруга на Еберхард III
- Катерина (1362 – 1404), последна господарка на Милано (1385 – 1395) и 1-ва херцогиня на Милано (1395 – 1402) като съпруга на братовчед си Джан Галеацо Висконти
- Аниезе (1363 – 1391), графиня на Мантуа като съпруга на Франческо I Гонзага
- Мадалена (1366 – 1404), херцогиня на Бавария (1381 – 1393) и на Бавария-Ландсхут (от 1392 г.) като съпруга на Фридрих Мъдри
- Джанмастино (1370 – 1405), господар на Бергамо и на Джера д'Ада, съпруг на Клеофа дела Скала
- Лучия (1372 – 1424), маркграфиня на Майсен като съпруга на Фридрих V фон Тюринген и графиня на Кент като съпруга на Едмънд Холанд
- Елизабета (1374 – 1432), херцогиня на Бавария като съпруга на Ернст Баварски
- Англезия (1377 – 1439), кралица на Кипър, Йерусалим и Армения (ок. 1401 – 1408) като съпруга на Янус дьо Лузинян

Освен това има шест полубратя и девет полусестри от извънбрачни връзки на баща ѝ с пет жени. Баща му Бернабо непрекъснато води войни с Папската държава (той е отлъчен от Църквата) и е безмилостен тиранин. На 6 май 1385 г. Бернабо, самият Родолфо и брат му Лудовико са пленени от братовчед му Джан Галеацо Висконти, който иска властта над Сеньория Милано, и са затворени в замъка на Трецо, където умират.

## Биография
На кръщението му през 1358 г. в Милано присъстват маркиз Алдобрандино III д'Есте, Уголино Гонзага и Джирардо да Оледжо – племенник на губернатора на Болоня Джовани Висконти да Оледжо. Италианският историк от XVI век Бернардино Корио съобщава, че му е даден грандиозен подарък: сребърна чиния със златна купа пълна с перли, скъпоценни камъни и пръстени от маркиза на Ферара, седем позлатени сребърни чаши, едната от които по-голяма с кристална основа от господаря на Мантуа, завеси от злато и самур от господаря на Болоня. След това се провежда турнир в негова чест и същия ден Катерина Висконти се омъжва за Уголино Гонзага.
През 1364 г. баща му Бернабо Висконти завладява Парма и прави Родолфо неин господар.
През 1379 г. баща му разделя владенията си между петимата си законни синове: Марко, Лудовико, Джанмастино, самия Родолфо и Карло. Родолфо получава Бергамо, Сончино и Гиара д'Ада. През 1381 г. Родолфо кара да построят Hospitium Magnum – Цитаделата на Бергамо.
През април 1385 г., когато посланиците на Луи II Анжуйски отпътуват от Авиньон за Милано, за да доведат сестра му Лучия в Анже, избухва яростна буря и падат гръмотевици върху двореца на Бернабо и върху този на Родолфо в Сан Джорджо ал Палацо, кодто се счита за лоша поличба.
Искайки абсолютна власт над Милано, братовчед му Джан Галеацо Висконти – син на Галеацо II Висконти и съпруг на сестрата на Родолфо – Катерина Висконти залавя бащата на Родолфо Бернабо Висконти, самия Родолфо и брат му Лудовико на 6 май 1385 г. Залавянето става чрез измама извън Пустерла ди Сант Амброджо при Милано. С този преврат Джан Галеацо и неговите потомци получават контрола над цяла Сеньория Милано. Родолфо първоначално е хвърлен в затвора на замъка в Сан Коломбано ал Ламбро и след това е преместен в замъка на Трецо, където умира на 25-годишна възраст след четири години затвор. Погребан е в църквата „Санта Мария дела Скала“ в Милано, разрушена през 17 век за едноименния оперен театър.